# Янис Магриотис
Йоанис (Янис) Астериу Магриотис (на гръцки: Γιάννης Αστερίου Μαγκριώτης) е гръцки физик и политик, министър.

## Биография
Магриотис е роден на 22 май 1956 година в Орляк (Стримонико), Гърция. Завършва Физическия факултет в Солунския университет. 
Избиран е за депутат от 1993 до 2009 година.
Заема множество политически и административни постове:
- Член-учредител на ПАСОК
- Специален съветник на Министерството на Македония и Тракия и на културата и комуникациите (1985-1987 година)
- Член на комитета на филмовия фестивал в Солун (1986 година)
- Секретар на Централния комитет на ПАСОК (1989-1995 година)
- Член на градския съвет на град Солун (1994-1998 година)
- Депутат от листата на ПАСОК (1995 година)
- Секретар на Министерството на икономиката и развитието (1996 година)
- От 30 октомври 1998 до 4 април 2000 година е министър на Македония и Тракия
- Заместник-министър на външните работи (2001 година)[2][3]